# 徳島県立神山森林公園

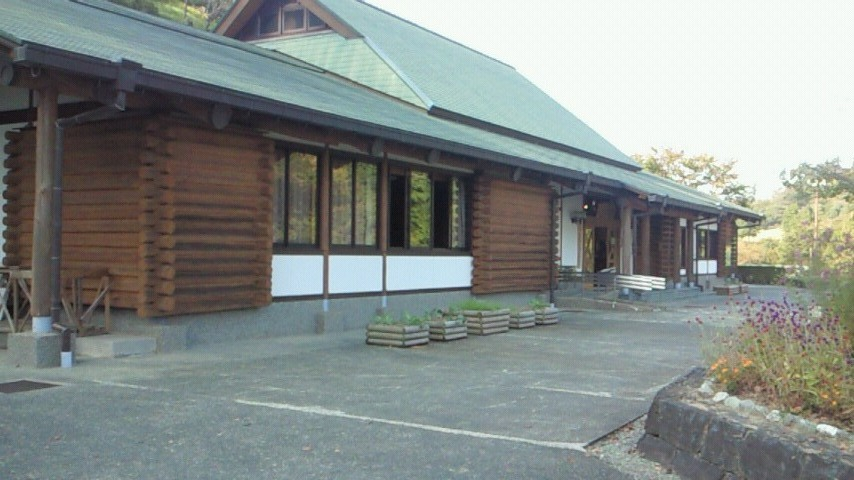
森林学習館

徳島県立 神山森林公園 イルローザの森（とくしまけんりつ かみやましんりんこうえん いるろーざのもり）は、徳島県名西郡神山町の西竜王山にある公園。四国八十八景5番に「四季を体感できるポテレット広場の眺め」として選定されている。

## 概要
- 徳島県名西郡神山町阿野字大地459-1
- 面積281.31ha。
- 植栽樹木200種、約113,000本植えられている。
- 営業時間は9:00〜17:00（11月～3月の間は16:00まで）で年中無休。
- アクセスは徳島自動車道藍住ICから県道1号線、21号線を神山方面に車で24km。
- 2012年3月20日からは、昌栄が命名権を獲得し、「徳島県立神山森林公園イルローザの森」に名称変更[1]。

### イベント
- 1989年5月21日、公園内で全国植樹祭が開催、天皇が出席してスギ、ヤマモモの御手植えが行われた。また2004年10月に開催された全国育樹祭では、植樹祭の時に御手植えしたスギを皇太子が手入れを行った[2]。

## 主な施設
- 1森林学習館（森林や林業に関するものを展示）、20きのこの森、21林間広場
- 2レストハウス（食堂）
- 3中央駐車場

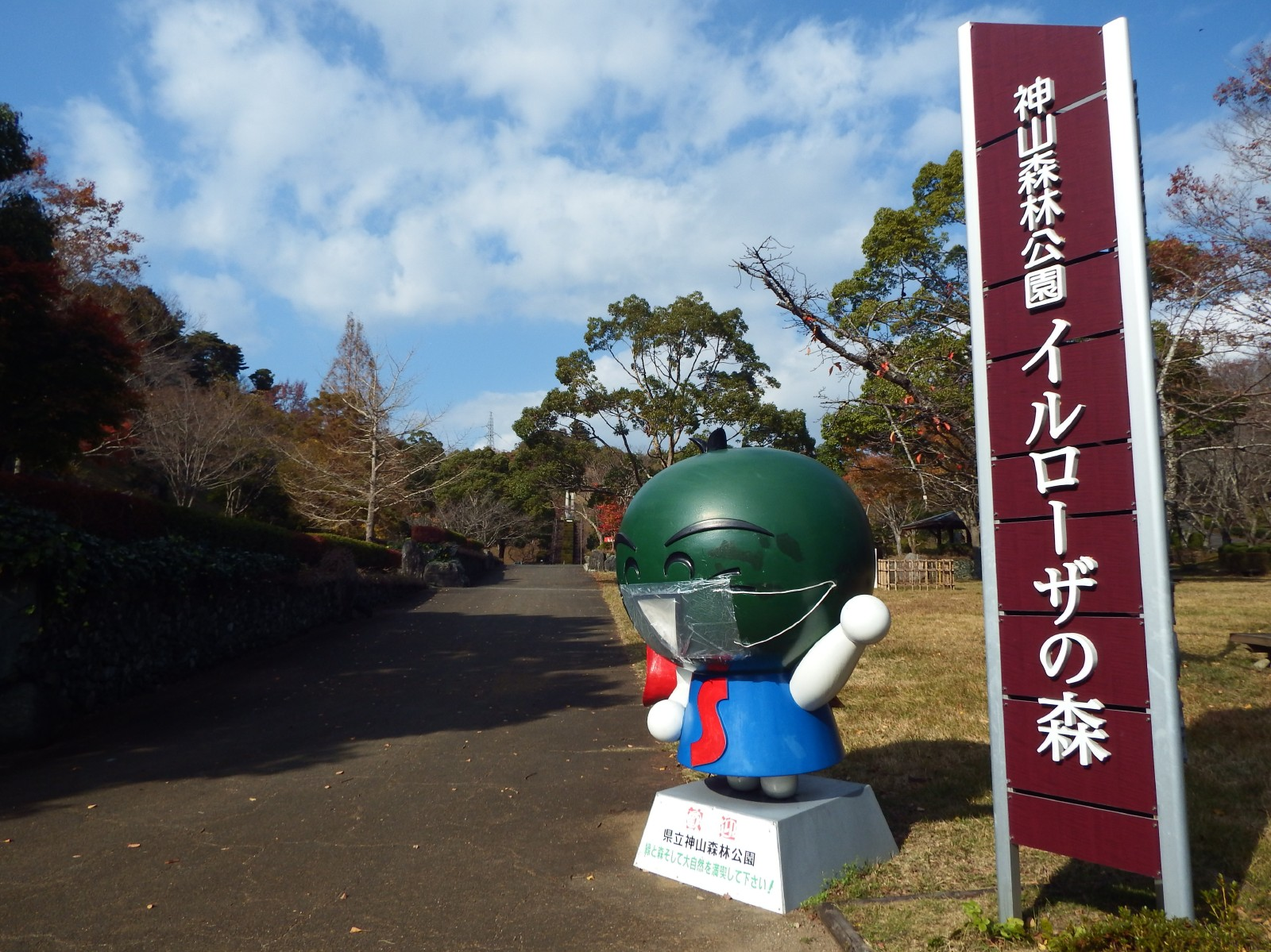
中央部への入口
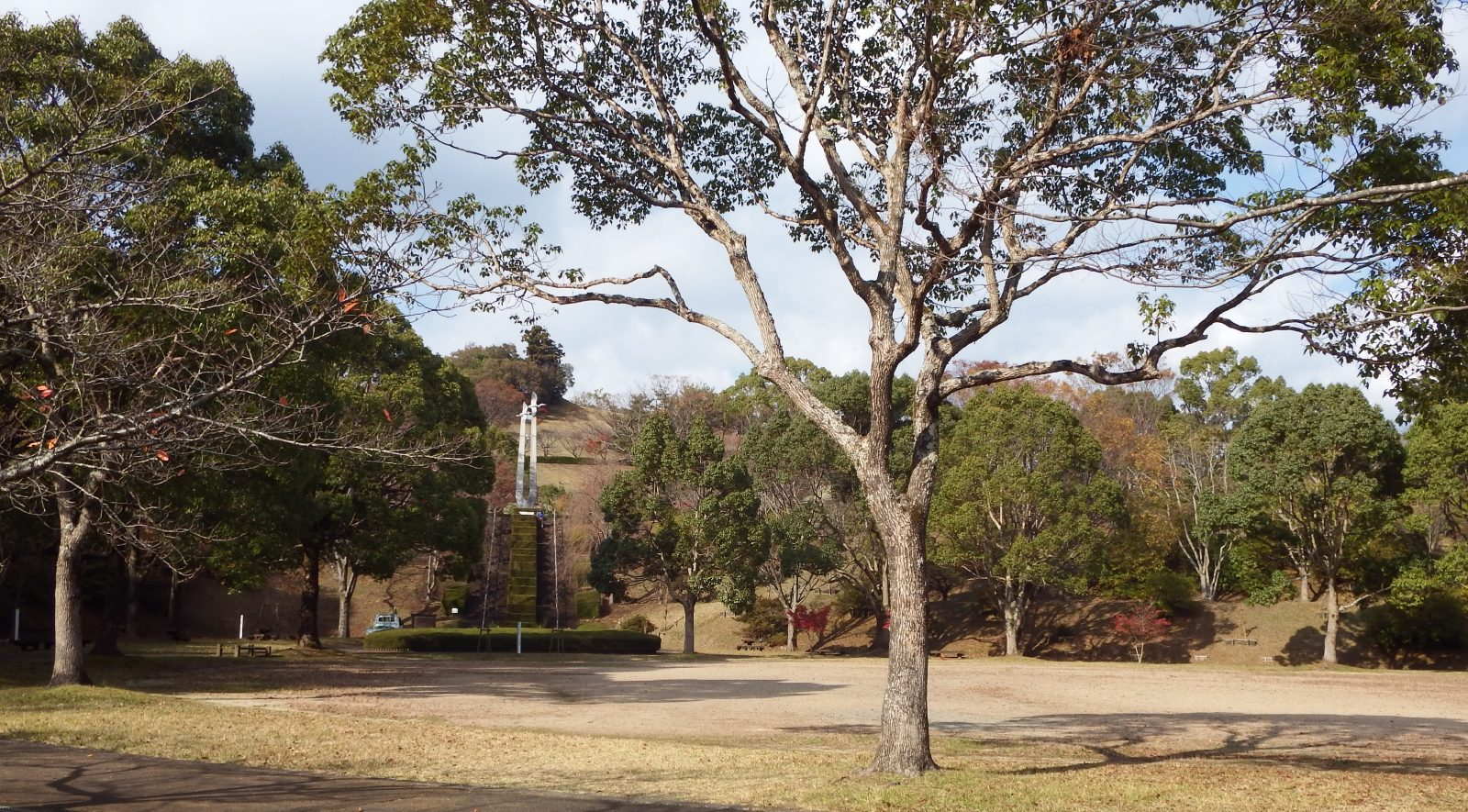
5ふれあい広場、4水遊び広場、6森の運動場
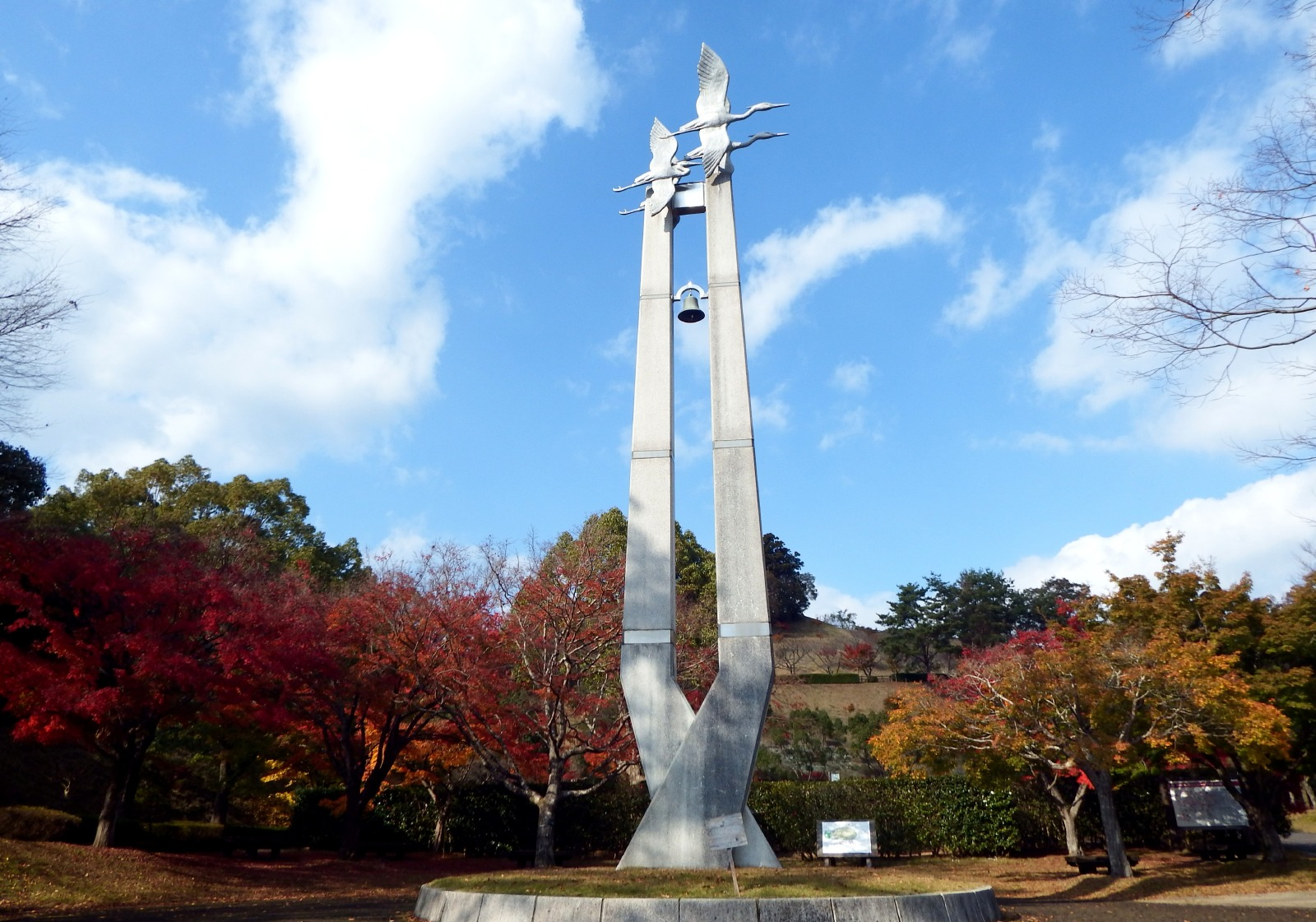
記念塔
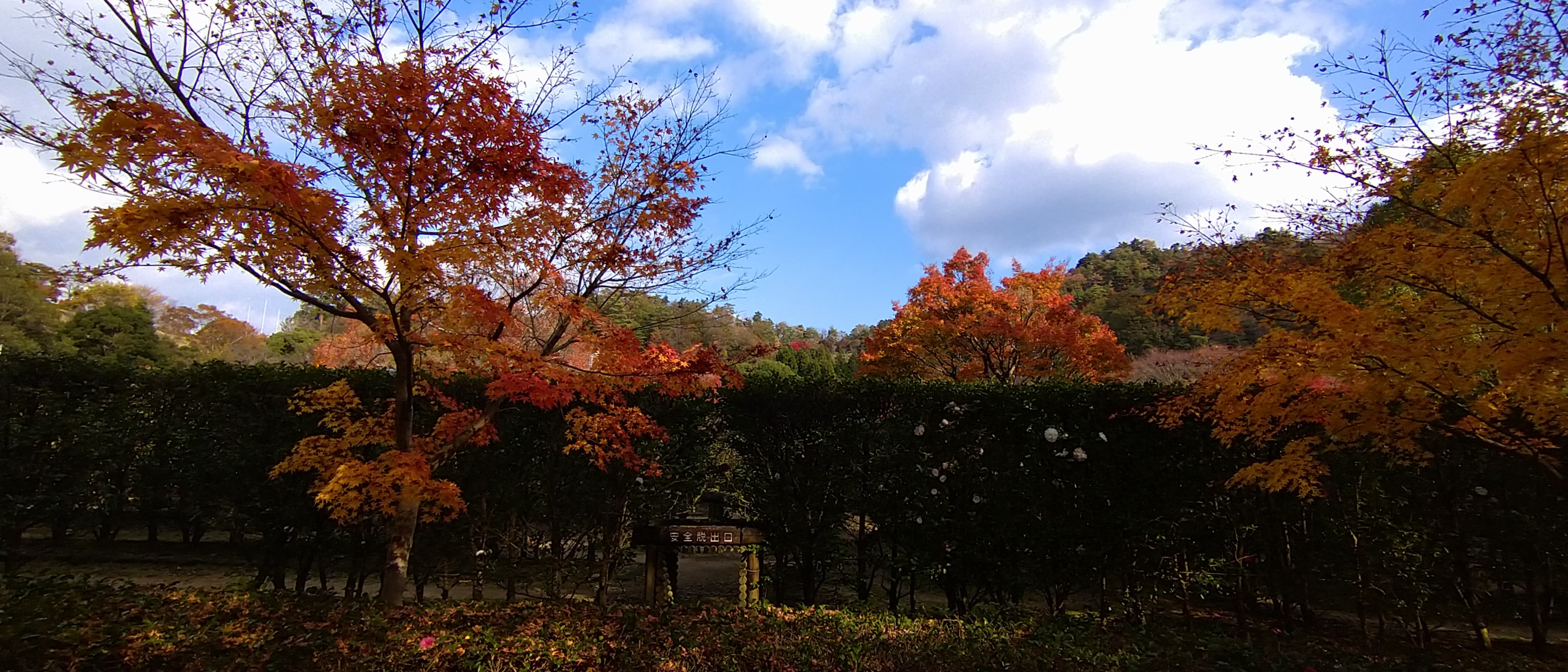
8記念塔、10生垣迷路、7木馬の広場
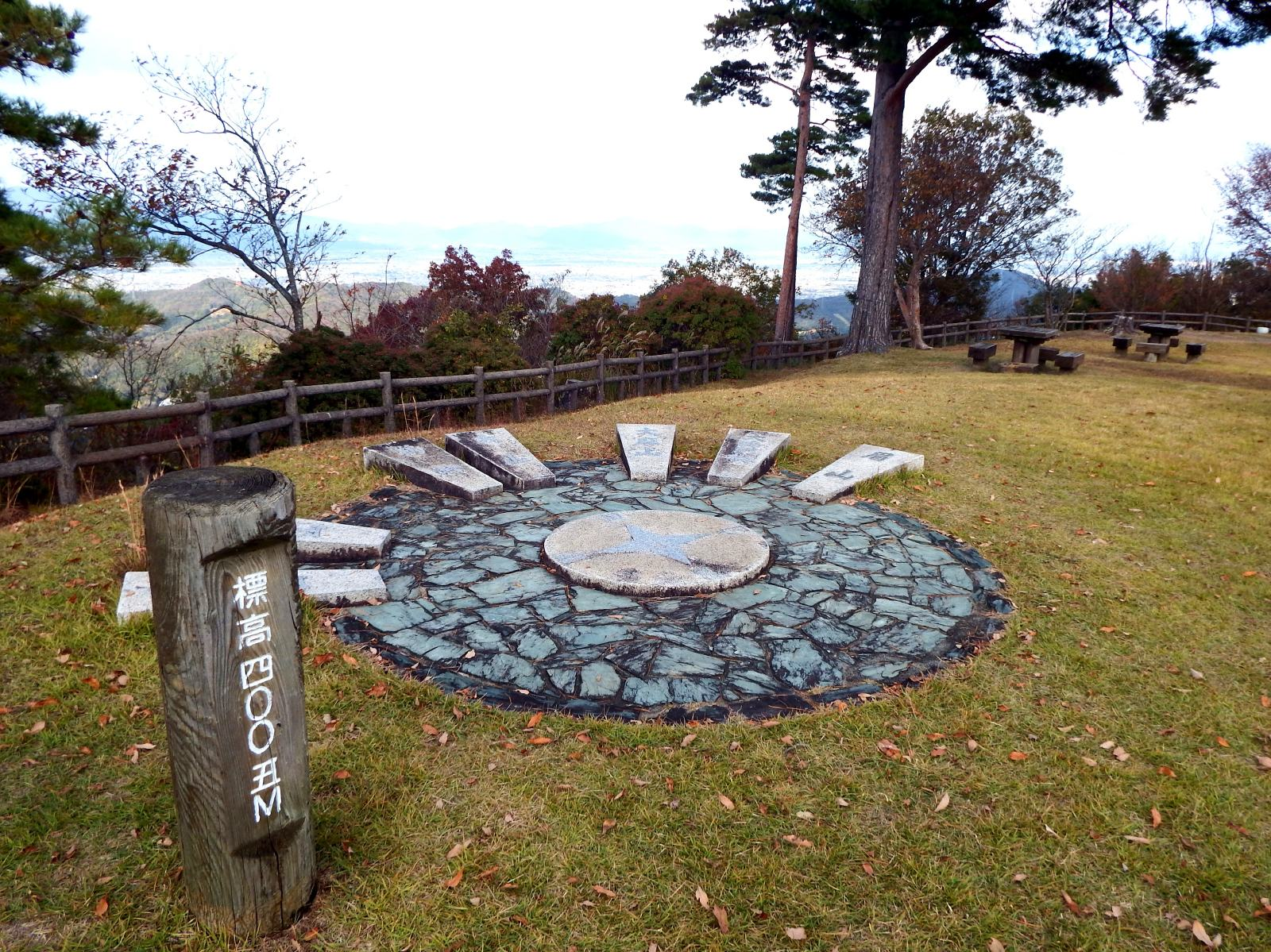
11ポテレット広場（記念広場）
- 17展望広場、23笑顔になれる丘、16北の展望台
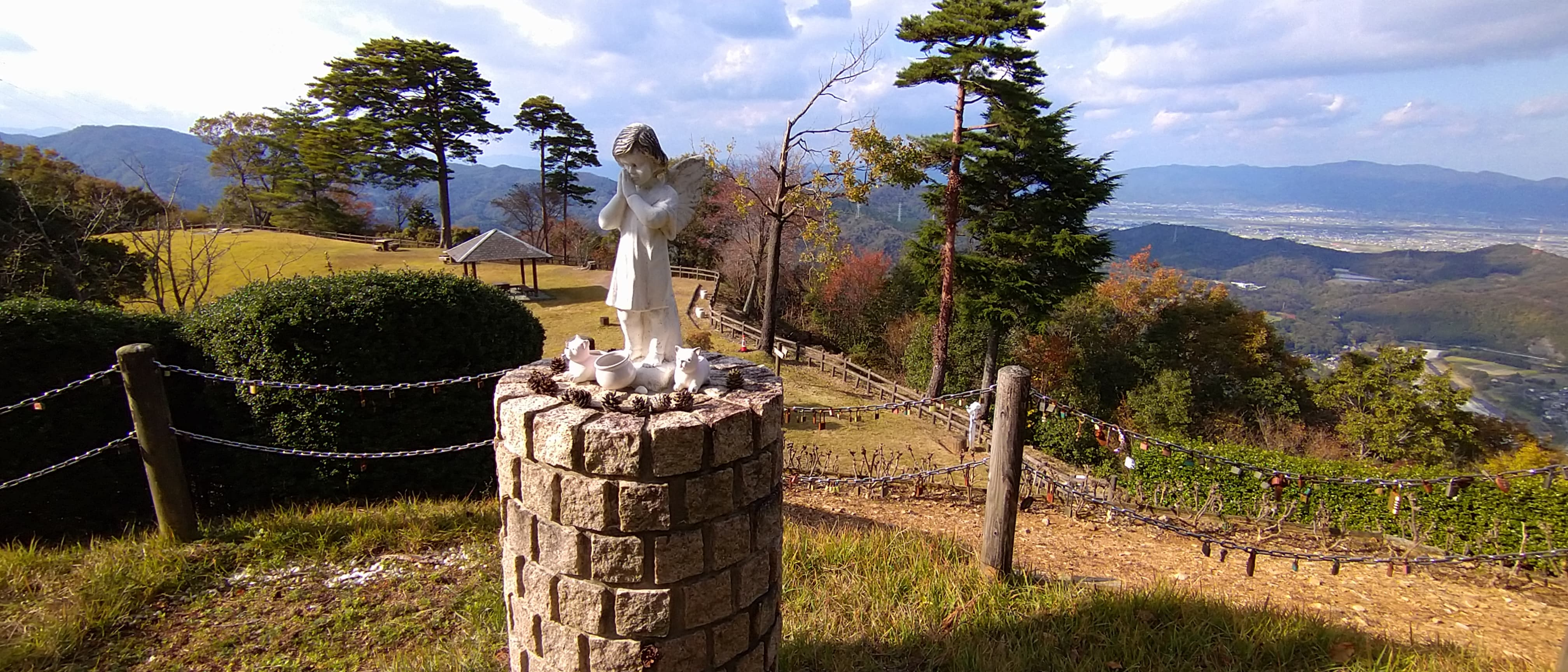
15泉の広場、13ターザンの森（アスレチック）、9マンマローザ広場（遊具場）
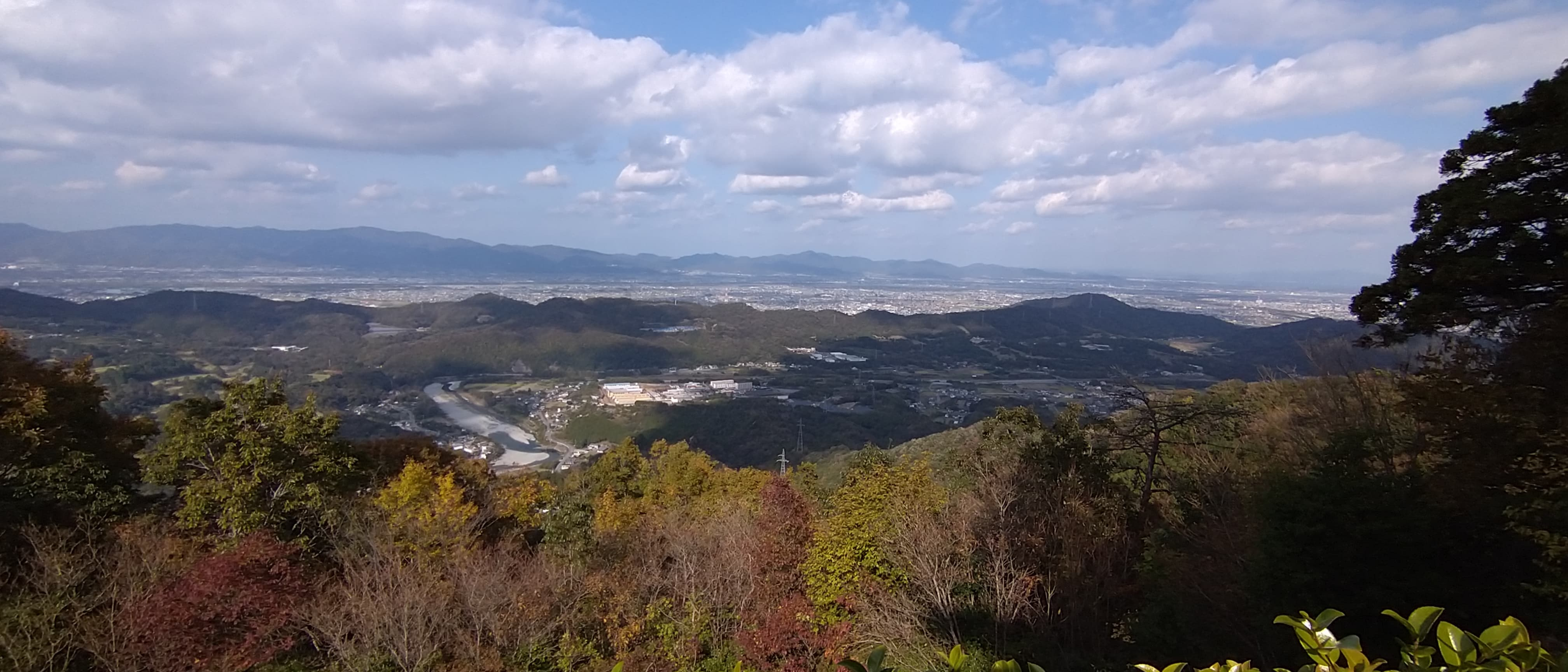
北方面の展望

- 18,19 野鳥観察小屋
- 12炊飯所
- 14みはらしが原

ポテレット広場（四国八十八景）

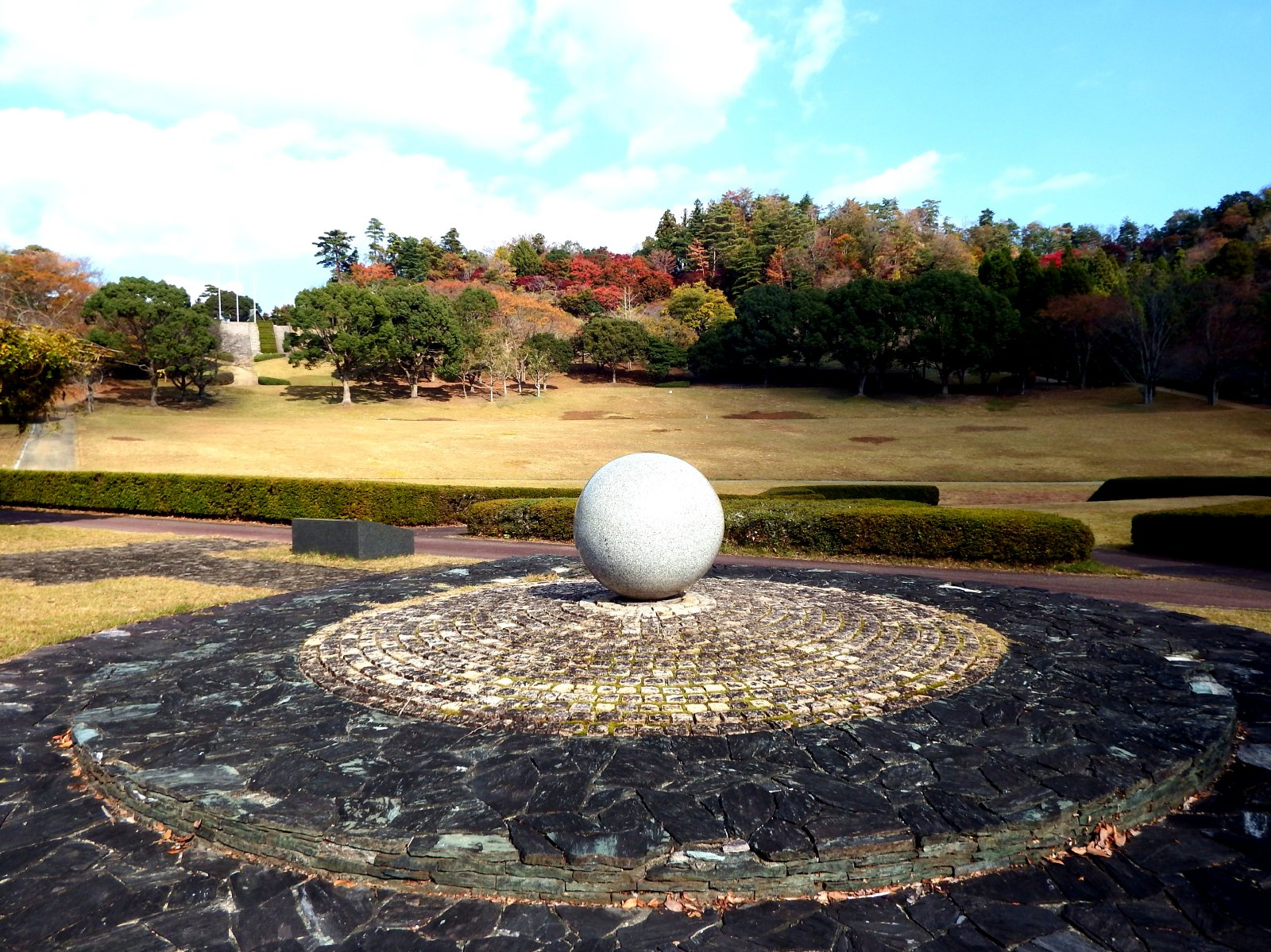
入口方面から
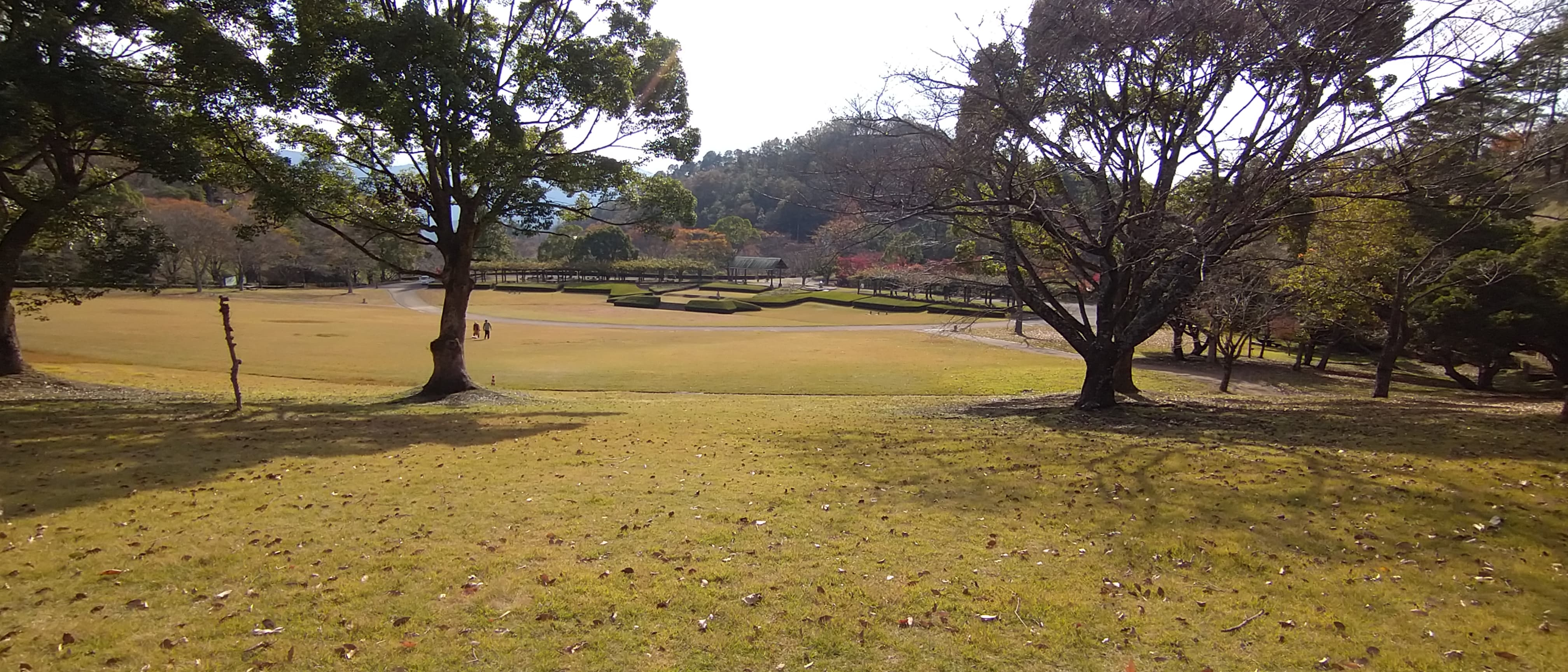
後方から
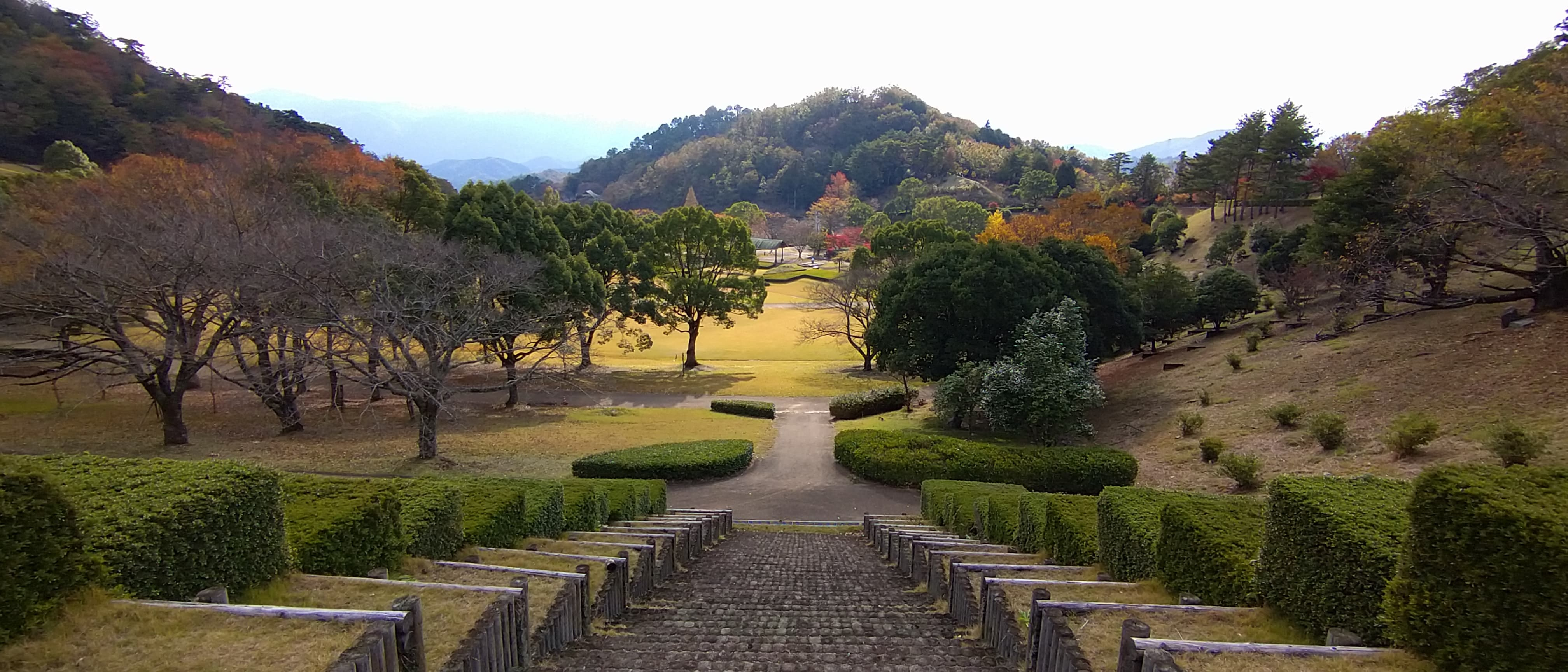
上段より

各所
- 中央部への入口
- ふれあい広場
- 記念塔
- 生垣迷路
- 展望広場
- イルローザの天使
- 北方面の展望